# Juntos para siempre
Juntos para siempre es una película argentina dirigida por Pablo Solarz que se filmó en Buenos Aires durante 2010 y se estrenó en Argentina el 16 de junio de 2011. Se trata de una comedia romántica protagonizada por Peto Menahem, Malena Solda y Florencia Peña.

## Sinopsis
Javier Gross (Peto Menahem) es un guionista prestigioso, que ha pasado varios años de su vida inventando historias de ficción para lograr olvidar su pasado. Algunas de estas historias se convierten en grandes películas. Otras, pasan a ser parte
de su vida cotidiana. Lucía (Malena Solda), su esposa, cansada de las ficciones que rodean el mundo de su marido, tiene una aventura amorosa. Pero ni siquiera el hecho de que su esposa le confiesa dicha infidelidad despierta alguna reacción en Javier, ya que está demasiado comprometido en el desarrollo de un guion. Cansada de esta situación, Lucía, decide abandonarlo. Y, curiosamente, ese mismo día Gross reemplaza a Lucía con Laura (Florencia Peña), pero, desde el primer momento, confunde los nombres de las dos mujeres.

## Elenco

### Personajes principales
- Peto Menahem ... Javier Gross
- Malena Solda ... Lucía
- Florencia Peña ... Laura

### Personajes secundarios
- Mirta Busnelli .............. Elena, madre de Javier
- Luis Luque .................. Fabián
- Silvia Kutika ................. Sofía
- Marta Lubos .................terapeuta de Javier
- Valeria Lois ..................esposa de Fabian
- Sergio Boris..................Gerardo
- Maria Lourdes Argiz......hija de Fabian
- Thiago Petrone.............hijo de Fabian
- Ximena Díaz..................mesera
- Edgardo Orellana..........cartonero 1
- Mario Romero................cartonero 2
- Gustavo Jalife................policía
- Carlos Vargas................guardiacarcel
- Abril Fichera...................hija de Javier
- Jesus Damian Rivera....voz del cartonero 1